# Robert Milson Appleby
Robert Milson Appleby (* 28. April 1922 in Denton; † 8. Februar 2004 in Grimsby) war ein britischer Paläontologe. Er beschäftigte sich vor allem mit der Entwicklungsgeschichte der Ichthyosaurier und war auf diesem Gebiet zeitlebens einer der führenden Wissenschaftler.

## Leben
Robert Appleby wurde 1922 in Denton bei Manchester geboren. Er besuchte die Hulme Grammar School und begann später ein Studium der Geologie an der Manchester University. Mit dem Ausbruch des Zweiten Weltkriegs wurde Appleby zur Marine eingezogen, wo er auf der HMS Bermuda Konvois für die Sowjetunion navigierte. Seine Aufgabe war es vor allem, Schiffe durch den deutschen U-Boot-Gürtel im Nordatlantik in die Barentssee zu lotsen. Während dieser Zeit setzte er sich vor allem mit der Funktionsweise Radartechnologie auseinander, um Seeminen zu erkennen und ihnen auszuweichen.
Nach seinem Kriegsdienst nahm Appleby eine Stelle als Assistenzkurator für Geologie am Leicester Museum an. Dort traf er auf seine spätere Frau Valerie, die als Kuratorin für Kunst am Museum tätig war. Sein Studium führte er währenddessen in Teilzeit weiter und erwarb an der Manchester University erst einen Master, später einen PhD. 1954 nahm er eine Dozentenstelle an der Cardiff University an. Zwei Jahre später heiratete er und zog mit seiner Frau nach Dinas Powys nahe Cardiff. In Cardiff wandte sich Appleby der Gruppe der Ichthyosaurier zu. Während der 1950er und 1960er war er der einzige Paläontologe in Großbritannien, der sich ausführlich mit ihr auseinandersetzte. Obwohl er eine ganze Reihe von Projekten bearbeitete, publizierte Appleby vergleichsweise wenig. Er veröffentlichte Texte grundsätzlich erst dann, wenn er vollständig mit ihnen zufrieden war, was zu einer Reihe unvollendeter Aufsätze und Bücher führte.
In den 1960er Jahren entwickelte Appleby zusammen mit Graham Jones auf Basis seiner Radarkenntnisse die Analogue-Video-Reshaper-Methode, um die deformierten Fossilien von Ichthyosauriern morphologisch mit denen von Delfinen zu vergleichen. Das Prinzip basierte auf einem virtuellen Gitter, dessen Linien unabhängig voneinander bewegt werden konnten, die mathematische Theorie hierzu war von D’Arcy Wentworth Thompson entwickelt worden. Dadurch konnte abgeflachten Bildern räumliche Tiefe gegeben werden. Die Methode, die sich Appleby 1968 patentieren ließ, fand aber auch außerhalb der Paläontologie Verwendung: Auf einer Technikmesse erregte er damit das Interesse des britischen Innenministeriums. AVR Bot die Möglichkeit, Fingerabdrücke an gerundeten Oberflächen oder solche, die nur teilweise erhalten waren, mit zweidimensionalen Bildern aus der Kartei abzugleichen. Applebys Entwicklung fand folglich auch in der Forensik Verwendung. 1974 wurde Appleby zum Mitglied der Royal Institution ernannt.
1981 ging Appleby in den Ruhestand und ließ sich mit seiner Frau in Healing (Lincolnshire) nieder. Er wandte sich einer Monografie über die Ichthyosaurier zu, die den Großteil seiner Arbeit in den kommenden Jahrzehnten einnahm. Kurz vor der Fertigstellung des Manuskripts erkrankte er 2004 an einer Lungenentzündung und verstarb kurz darauf im Krankenhaus von Grimsby. Seine unvollendeten Projekte, etwa die Beschreibung der später zu Acamptonectes und Malawania gestellten Fossilien, werden seitdem von Jeff Liston gesichtet, überarbeitet und veröffentlicht.